# Atractus obtusirostris
Espèce
Statut de conservation UICN

 DD  : Données insuffisantes
Atractus obtusirostris est une espèce de serpents de la famille des Dipsadidae.

## Répartition
Cette espèce est endémique de Colombie. Elle se rencontre dans le département de Tolima et à Pensilvania au Caldas.

## Description
L'holotype de Atractus obtusirostris mesure 365 mm dont 57 mm pour la queue.

## Publication originale
- Werner, 1916 : Bemerkungen über einige niedere Wirbeltiere der Anden von Kolumbien mit Beschreibungen neuer Arten. Zoologische Anzeiger, vol. 47, p. 301-311 (texte intégral).